# Наша жизнь (газета, Ардатов)
«На́ша жизнь» — газета, выходящая в Ардатовском муниципальном округе Нижегородской области с 1930 года.

## История
Издание газеты началось в 1930 году, в период коллективизации. Первый номер вышел 17 августа под названием «Колхозная правда». Номера за первые 3 года издания не сохранились, а на № 1 за 1933 год в качестве подзаголовка значилось: «Орган Ардатовского райкома ВКП(б) РИК’а и райсовпрофа». Первоначально газета выходила раз в пятидневку — уже в 1930 году вышло 22 номера газеты. После этого периодичность росла достигнув 284 номеров к 1934 году; примерно такой же она сохранялась до начала Великой Отечественной войны. В 1930-х годах подавляющее большинство публикаций в газете было связано с созданием и работой в районе колхозов. Газета публиковала решения государственных и местных органов власти, информацию о выполнении плана и награждении передовиков. Одновременно с этим, в условиях усилившихся в стране репрессий, газета играла важную роль в их проведении на местном уровне — практически в каждом номере публиковались доносы (часто анонимные) о «недостатках колхозного строительства»; по итогам таких доносов карательные органы принимали меры в отношении их героев, о которых также информировала газета. Вместе с тем, публиковались и вполне нейтральные материалы и местные новости, среди которых была постоянная рубрика о ходе строительства автомобильной дороги Горький — Арзамас — Кулебаки, связавшей район с крупными соседними городами.

Первый сохранившийся номер газеты

В 1941 году периодичность составляла 25 раз в месяц, после начала войны она сократилась — до 4—7 раз в месяц в 1942—1943 годах, а в 1944—1945 годах составляла примерно 1 раз в неделю. Газета переключилась на освещение хода боевых действий и участия в них ардатовцев. В первые послевоенные годы периодичность издания колебалась от 1 до 3 раз в неделю. К началу 1960-х годов подзаголовок изменился на «Орган Ардатовского РК КПСС и райсовета».
В 1963 году название газеты сменилось на «Знамя победы», а подзаголовок на «Орган парткома Ардатовского производственного колхозно-совхозного управления и районного Совета депутатов трудящихся». Периодичность составляла 4 раза в неделю, нумерация была начата заново. В 1968 году газету возглавил Василий Алексеевич Краюшкин, руководивший газетой на протяжении 18 лет, вплоть до выхода на пенсию в 1985 году. В 1970-х годах периодичность издания составляла 3 раза в неделю.
В 1991 году газета вновь сменила название на «Наша жизнь». Её учредителем выступила администрация Ардатовского района. По состоянию на 2010 год газета выходила 2 раза в неделю на 12 полосах. Штат составлял 12 человек, из них половина — журналисты.

## Тираж
В 1939 году средний тираж газеты составлял 4000 экземпляров. В 1963 году тираж достигал 7000 экземпляров. Во второй половине 1970-х годов тираж составлял около 6500 экземпляров. В 2010 году тираж составлял около 4000 экземпляров.